# Mullsjön, Ångermanland
Mullsjön är en sjö i Nordmalings kommun i Ångermanland och ingår i Hörnån-Öreälvens kustområde. Sjön har en area på 0,424 kvadratkilometer och ligger 93 meter över havet. Sjön avvattnas av vattendraget Ängerån.

## Delavrinningsområde
Mullsjön ingår i det delavrinningsområde (707230-169285) som SMHI kallar för Inloppet i Mesjön. Medelhöjden är 118 meter över havet och ytan är 21,59 kvadratkilometer. Det finns inga avrinningsområden uppströms utan avrinningsområdet är högsta punkten. Avrinningsområdets utflöde Ängerån mynnar i havet. Avrinningsområdet består mestadels av skog (76 procent). Avrinningsområdet har 0,43 kvadratkilometer vattenytor vilket ger det en sjöprocent på 2 procent.